# F.C. De Kampioenen
 (décembre 2022).
Si vous disposez d'ouvrages ou d'articles de référence ou si vous connaissez des sites web de qualité traitant du thème abordé ici, merci de compléter l'article en donnant les références utiles à sa vérifiabilité et en les liant à la section « Notes et références ».
F.C. De Kampioenen est un sitcom belge en 273 épisodes de 30 à 45 minutes diffusé entre le 6 octobre 1990 et le 26 février 2011 sur Één, la chaîne publique flamande de la VRT.

## Synopsis
La série présente les mésaventures d'une mauvaise équipe de football.

## Fiche technique
- Réalisateurs : Willy Vanduren, Eric Taelman, Dirk Corthout, Stef Desmyter, Etienne Vervoort, Anne Ingelbrecht, Louis Welters, Johan Gevers, Ivo Chiang
- Scénaristes : Bart Cooreman, René Swartenbroekx, Knarf Van Pellecom, Anton Klee, Frank Van Laecke, Wout Thielemans, Koen Vermeiren, Jan Schuermans, An Swartenbroekx, Rudy Morren, Peter Cnop, Luc Kerkhofs, Gerrie Van Rompaey, Jan Bergmans, Carmino D'haene, Mieke Verbelen, Willy Van Poucke, Collectief Foks, Geert Bouckaert, Dirk Nielandt, Nico De Braeckeleer, Pastapoora

## Distribution

### Acteurs principaux
- Marijn Devalck : Balthazar Boma
- Danni Heylen (nl) : Pascale De Backer
- Johny Voners : Xavier Waterslaeghers
- Loes Van den Heuvel (nl) : Carmen Waterslaeghers/Vandormael
- Ann Tuts (nl) : Doortje Van Hoeck
- An Swartenbroekx (nl) : Bieke Crucke
- Herman Verbruggen : Marc Vertongen (1990, 1992-2011)
- Ben Rottiers : Pol De Tremmerie (1994-2011)
- Jaak Van Assche : Fernand Costermans (2000-2011)
- Tuur De Weert (nl) : Maurice de Praetere (2003-2011)
- Carry Goossens (nl) : Oscar Crucke (1990-1993)
- Walter Michiels (nl) : Pico Coppens (1990-1993)
- Jacques Vermeire : Dimitri De Tremmerie (DDT) (1990-1998)
- Jakob Beks (nl) : Bernard Theofiel Waterslaeghers (BTW) (1998-2000)
- Yvonne Verbeeck : femme âgée

## Adaptation en bande dessinée

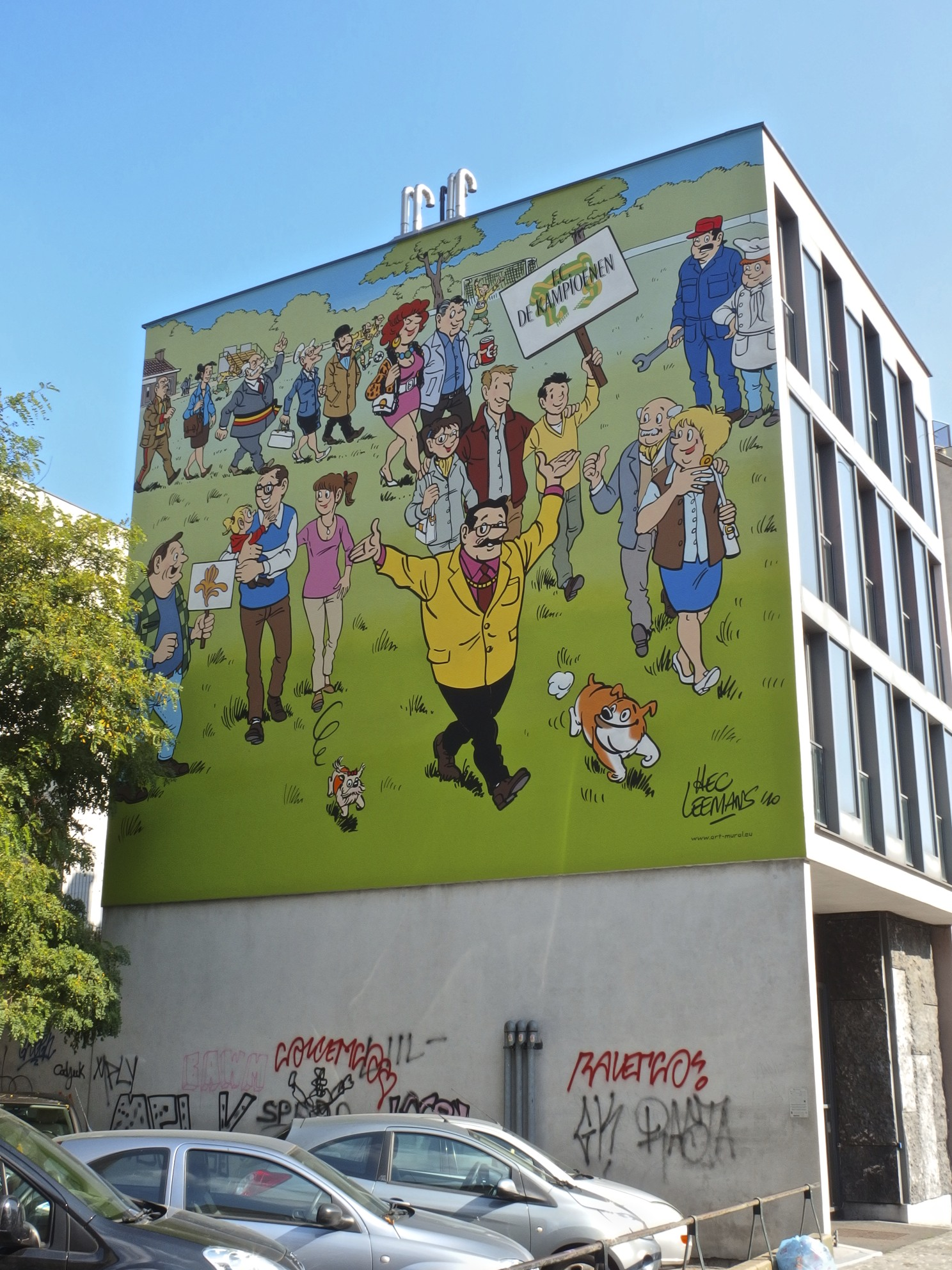
Peinture murale reproduisant la bande dessinée sur le parcours BD de Bruxelles.

La série télévisée a été adaptée en bande dessinée par Hec Leemans. Cette série, également intitulée F.C. de Kampioenen (nl), a donné lieu à la publication de dix tomes en néerlandais entre 1997 et 2000.